# David (Michelangelo)
 For alternative betydninger, se David. (Se også artikler, som begynder med David)
David er Michelangelos marmorstatue af hyrden David (1501 – 1504). Statuen forestiller David, før han skal i den tilsyneladende umulige kamp mod kæmpen Goliat. 

## Udformning
David er skildret som en flot, ung og velproportioneret mand, der står i kontrapost 2 (vægten lagt på det ene ben; diagonaler i skuldre og hofteparti; den strakte side er forkortet, den afslappede forlænget). Det er bemærkelsesværdigt, at Davids ansigtsudtryk er roligt og fattet, men han udstråler dog aggressivitet. Det viser Michelangelos fantastiske evner som billedhugger. At David udstråler det aggressive ses i hans udspilede næsebor, rynkede pande og trodsige blik, der er rettet mod fjenden. David er skildret nøgen, hvilket symboliserer det rene, det klare og det perfekte. Lige som i den bibelske fortælling står han med sin slynge i sin venstre hånd og sten i den højre. Hans hoved og hænder er overdimensionerede, hvilket symboliserer styrke og klogskab. Grunden til at understrege Davids intellekt er at fremme forståelsen af, at klogskab er lige så vigtigt som styrke og henviser til antikken og de græske filosoffer. Trods Davids nøgenhed er fokus ikke på det seksuelle, hvilket Michelangelo har understreget ved at give ham en lille penis. Fokus er derimod på det unge renæssancemenneske, der har personlighed og bevidsthed, en person med selvstændig identitet. David er et ægte skønhedssymbol og intellektuelt.	

## Betydning i samtiden
Davidskulpturen blev lavet i en periode, hvor Firenze var truet af de omkringliggende stater så vel som af Paven. Skulpturens symbolske betydning ses i historien om David og Goliat. Firenze ansås i denne sammenhæng for umiddelbart at være ligeså forsvarsløs, som David på forhånd syntes at være. Det viste sig dog i kampens hede at forholde sig helt anderledes. På den måde gav det indbyggerne håb og moralsk oprustning. Derfor blev statuen opstillet foran rådhuset i Firenze netop som symbol på selvstændighed og på kampen mod indre og ydre fjender. Florentinerne var yderst begejstrede og stolte af Davidstatuen.[kilde mangler]
43°46′36″N 11°15′34″Ø / 43.776703°N 11.25945°Ø